# Mallochohelea luaboensis
Mallochohelea luaboensis är en tvåvingeart som först beskrevs av Meillon 1959.  Mallochohelea luaboensis ingår i släktet Mallochohelea och familjen svidknott.
Artens utbredningsområde är Moçambique. Inga underarter finns listade i Catalogue of Life.